# Mal día para pescar
Mal día para pescar es una película hispanouruguaya, de 2009, escrita, producida y dirigida por Álvaro Brechner. Protagonizada por Gary Piquer, Jouko Ahola, Antonella Costa y César Troncoso en los papeles principales.
El guion fue escrito en colaboración con Gary Piquer y está inspirado en el cuento largo Jacob y el otro de Juan Carlos Onetti.
Se estrenó en el Festival de Cannes 2009, en la competencia oficial de la 48.ª Semana de la Crítica.

## Sinopsis
La película narra la historia de dos peculiares buscavidas que viajan por Latinoamérica: Orsini, un empresario pícaro, cínico e ingenioso, que se autodenomina Príncipe Orsini, y su representado, Jacob Van Oppen, un envejecido e incontrolable excampeón mundial de Lucha Libre. Buscando mantener viva la épica que un día les unió, se embarcan en una larga gira de exhibiciones por distintos pueblos. Sin embargo, su peculiar viaje en busca de ese glorioso pasado llega a su fin en el momento en que los acontecimientos toman un rumbo inesperado e incontrolable.

## Reparto
| Intérprete        | Personaje       |
| ----------------- | --------------- |
| Gary Piquer       | Príncipe Orsini |
| Jouko Ahola       | Jacob van Oppen |
| Antonella Costa   | Adriana         |
| César Troncoso    | Heber           |
| Roberto Pankow    | El Turco        |
| Bruno Aldecosea   | Díaz Grey       |
| José Luis Ducasse | Extra           |
| Camilo Sosa       | Canillita       |
| Alfonso Tort      | Ronco           |
| Cristian Casañol  | Ronnie          |
| Jorge Temponi     | Jorge           |
| Jenny Goldstein   | Jessica         |
| Enrique Vidal     | Locutor         |
| Rogelio Gracia    | Herminio        |
| Luis Lage         | Rius            |
| Ignacio Cawen     | Fernandez       |
| Isaac Wainberg    | Abuelo          |
| Ruth Brechner     | Abuela          |
| Amanda Espinosa   | Sra. Lima       |
| Lucía Fernández   | Lucía Fernández |

## Premios y candidaturas
Festival Internacional de Cannes, Semana de la Crítica 2009
- a la Cámara de Oro

Festival Internacional de Cine de Varsovia 2009
- Premio a la mejor película (Free Spirit Award)

Festival Internacional de Cine Latino de Los Ángeles 2010
- Premio a la mejor película (Ópera Prima)

Festival Internacional de Cine de Austin 2010
- Premio a la mejor película y Premio del público

Festival Internacional de Cine de Mar del Plata 2009
- Premio al mejor actor (Gary Piquer)

Asociación de Críticos de Cine del Uruguay 2009
- Premio a la mejor ópera prima (Álvaro Brechner)

Festival Internacional de Cine de Brooklyn 2010
- Premio al mejor director (Álvaro Brechner)

Festival de Lima 2009
- al mejor guion (Álvaro Brechner)

Mostra Internacional de Cinema em São Paulo 2009
- Premio internacional del Jurado (Álvaro Brechner)

Festival Internacional de Cine de Gijón 2009
- a la mejor dirección de arte (Gustavo Ramírez)

Festival Cinespaña 2010
- a la mejor música (Mikel Salas)
- al mejor guion (Álvaro Brechner y Gary Piquer)

Festival internacional de cine de Sofía 2010
- Premio Fipresci  (Álvaro Brechner)

Medallas del Círculo de Escritores Cinematográficos de 2009
| Categoría            | Persona                       | Resultado |
| -------------------- | ----------------------------- | --------- |
| Mejor película       |                               | Nominada  |
| Mejor actor          | Gary Piquer                   | Nominado  |
| Mejor guion adaptado | Álvaro Brechner y Gary Piquer | Nominados |

Festival Internacional de Cine de Mar del Plata 2009
- a la mejor película (Álvaro Brechner)

## Exhibición
La película fue estrenada en el Festival de Cannes 2009 dentro de la competencia oficial de la 48.ª Semana de la Crítica.
Posteriormente participó en más de 60 festivales internacionales, entre los que destacan los siguientes:
- Festival Internacional de Cine de Montreal: Canadá
- Biarritz Latin film Festival: Francia
- Villeurbanne Festival Reflets du cinéma ibérique et latino-américain: Francia
- Athens International Film Festival: Grecia
- Festival Internacional de Cine de Palm Springs: Estados Unidos
- Brooklyn International Film Festival (Mejor Director): Estados Unidos
- Los Angeles Latino Film Festival (Mejor Película Ópera Prima): Estados Unidos
- Austin Film Festival (Mejor Película, Premio del Público): Estados Unidos
- Busan International Film Festival: Corea del Sur
- Stockholm International Film Festival: Suecia
- Espoo Ciné International Film Festival: Finlandia
- Haifa
- Estambul
- Festival Internacional del Nuevo Cine Latinoamericano de La Habana
- Festival Internacional de Cine de Moscú
- Festival Internacional de Cine de Shanghái

En Uruguay, la película se estrenó en agosto del 2009 y permaneció seis meses en cartelera comercial. Fue premiada con los Premios Iris (Mejor Película, Mejor Director y Mejor Actor), y por la Asociación de Críticos de Cine del Uruguay Fipresci con 10 premios: Mejor Película uruguaya, Mejor Película ICAU, Mejor Ópera Prima internacional, Mejor Director, Mejor Actor, Mejor Guion, Mejor Fotografía, Mejor Arte, Mejor Sonido y Premio Revelación.
Además la película fue la representante de Uruguay a los premios Óscar de la Academia, como Mejor Película de habla no inglesa.

## Música
La música fue compuesta por Mikel Salas.
Durante gran parte de la película, se oye la melodía «Lili Marleen», del compositor Norbert Schultze. En los títulos finales, dicha canción es interpretada por el grupo Sybilla Vaine, con la participación especial de Pedro Dalton, cantante de la banda de rock Buenos Muchachos.